# Peter George d'Angelino Tap
Peter George d'Angelino Tap (5 mei 1961, ’s Gravenhage) is een Nederlands couturier.

## Biografie
Omdat zijn methodiek van ontwerpen en ideeën over mode van d’Angelino Tap niet aansluiten bij de mode opleiding van de Gerrit Rietveld Academie breekt hij in 1983 zijn scholing af. Een docent adviseert hem meteen in Parijs aan de slag te gaan. Daar werkt hij voor de gevestigde Bruno Gainville (bont, leer, avondcollecties en dagkleding) en het jonge modelabel ‘Kitty Cendres’. Terug in Nederland presenteert hij vanaf 1985 onder de merknaam ‘PGXXX’ talloze dames- en herencollecties, veelal met een barokke uitstraling. Begin jaren ’90 ontwerpt hij onder meer shawls en tassen voor Frank Govers accessoirelijn. Tegelijkertijd legt hij zich toe op kostumeringen voor opera, theater, ballet en reclamespots. Tevens participeert hij in talloze (kunst)projecten en tentoonstellingen. Zijn ontwerpen kenmerken zich door ingenieuze patronen en rijk materiaalgebruik. Stoffen en opmerkelijke breisels ontwikkelt en bewerkt hij regelmatig zelf. De vormen komen voort uit een fascinatie voor de onuitputtelijke mogelijkheden van niet-westerse patronen die hij vertaalt naar een westerse coupe.

## Bijzondere projecten
Halverwege de jaren ’90 toont hij zijn collecties onder meer op de Collections Première Düsseldorf(CPD) en later in Parijs. Zijn presentaties zijn vaak theatraal. Zo vertolken de, door hem als model aangeklede, solisten tijdens het Amsterdamse Bachfestival van 2002, hun liederen en draaien langzaam om hun as zodat de kleding van alle kanten goed zichtbaar is. Mannequins lopen via strakke lijnen over het podium.
Zijn eigen PGxxx-lijn verkoopt hij tot 2004 vanuit zijn couturesalon in Rotterdam. Daarna opent hij een gesloten huis in Den Haag. Naast particuliere klanten en kostumeringen kleedt hij operasolisten, muziekgezelschappen en mensen uit het theater en showbusiness. In 2005 krijgt hij een nominatie voor de Nederlandse Designprijs. Enkele couture ontwerpen zijn opgenomen in de collectie van het Historisch Museum in Rotterdam.
d’Angelino Tap heeft over de jaren heen veel artiesten gekleed. Sinds 2007 werkt hij samen met de pianisten Lucas en Arthur Jussen, voor wie hij al hun concertkleding ontwerpt. Daarnaast ontwerpt hij voor de chef-dirigent van het Fins Radio Orkest, de Brit Nicholas Collon. Ook is hij bekend van zijn samenwerking met schrijver en presentator Splinter Chabot. Diens kleding voor het eerste seizoen in 2021 van SPLNTR, is geheel van Peter Georges hand.
In de winter van 2003 en 2004 zijn de ontwerpen van d’Angelino Tap in de Kunsthal in Rotterdam te zien in de geheel aan hem gewijde overzichtsexpositie `Uitverkoren’.
In 2011 wordt d’Angelino Tap door Arminius debatpodium uitgenodigd een experimentele haute-couture-collectie te ontwerpen geïnspireerd op bestaande en moderne beeldende kunstwerken. De collectie heet Thaumazoo, het Griekse woord voor verbazing. De bijbehorende beeldende kunstwerken worden aansluitend in Arminius kerk tentoongesteld.
In 2014 wordt d’Angelino Tap gevraagd om tijdens het afsluitende evenement voor 200 jaar koninkrijk een bijzonder project te presenteren. Zijn verbeelding in kleding van de rivieren die de landen van Europa verbinden, Panta Rhei, trekt in Maastricht en via een live-uitzending, veel kijkers.

## Tentoonstellingen, voorstellingen en musea
- 1995: Collections Première Düsseldorf
- 2002: Bach festival Amsterdam
- 2003/2004: Uitverkoren, Kunsthal Rotterdam
- 2005: Historisch Museum Rotterdam
- 2011: Thaumazoo, Arminius Rotterdam
- 2012: Tot in de Vezels, Stichting Atrium City Hall s'Gravenhage
- 2014: Panta Rhei, 200 jaar Koninkrijk Maastricht
- 2016/2017: Bianca e Fernando (Vincenzo Bellini) Opera St. Moritz Maloja, Basel, Interlaken
- 2019: I due Foscari (Giuseppe Verdi) Opera St. Moritz Maloja, Uetikon am See
- 2019, Trois Romantiques Têtus & The Human Zoo, KV2 's Gravenhage
- 2019, Vessels for the Muses, Kadmium Delft
- 2020, PGXXX Salle d’exposition, In de Bogaard Rijswijk